# Edwina Koch-Kupfer

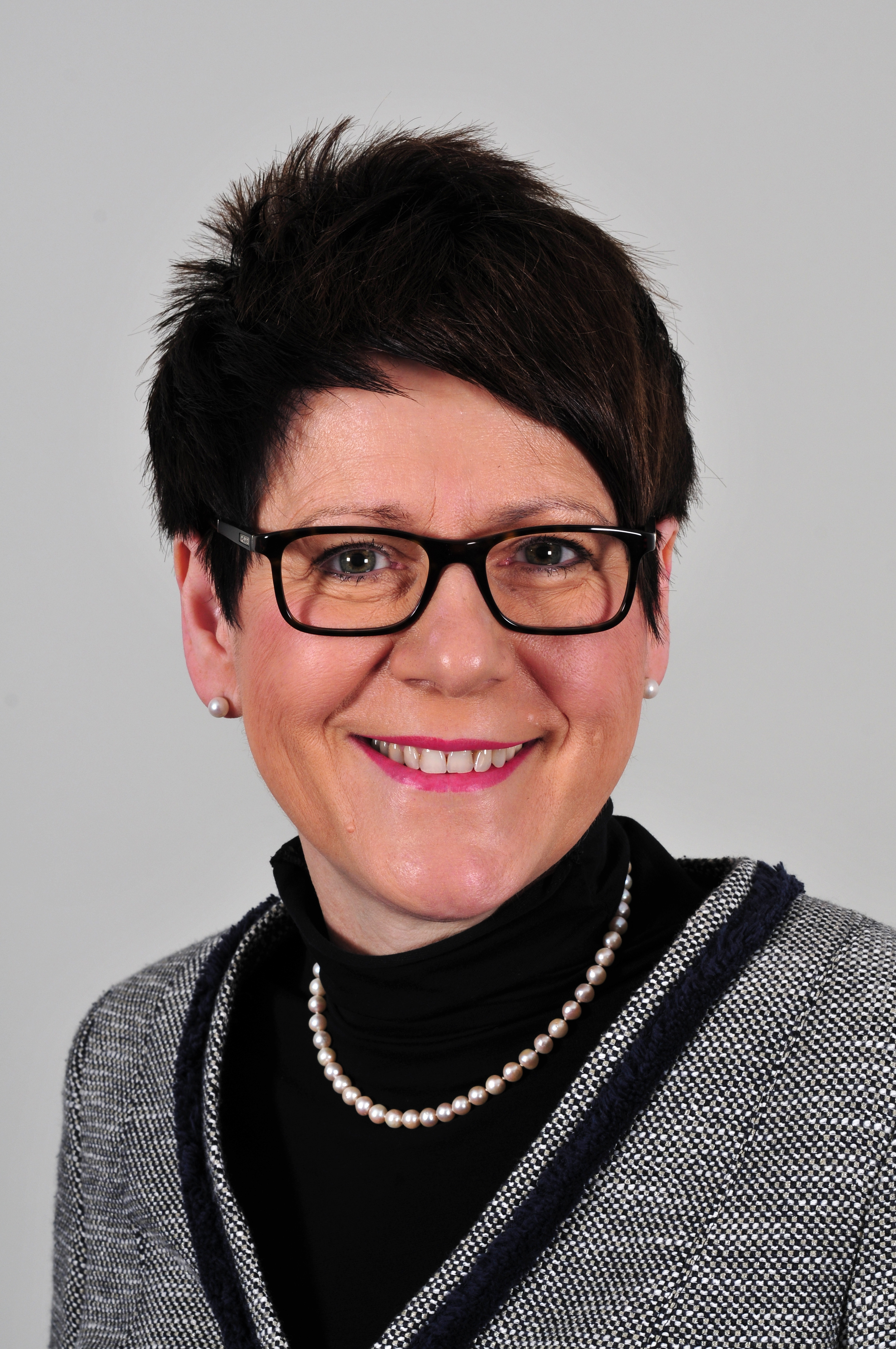
Edwina Koch-Kupfer 2012

Edwina Koch-Kupfer (* 21. November 1962 in Halberstadt) ist eine deutsche Politikerin. Sie gehörte im Landtag von Sachsen-Anhalt von April 2011 bis April 2012 der Fraktion Die Linke an, ehe sie der Fraktion der CDU Sachsen-Anhalt beitrat.

## Leben
Nach dem Besuch der polytechnischen Oberschule (POS) wechselte sie 1978 zur EOS, wo sie 1981 das Abitur ablegte. Das Studium schloss sie 1985 als Diplomlehrerin für Deutsch und Geschichte ab und war von 1985 bis 2002 Lehrerin in Halberstadt, 2002 bis 2004 Lehrerin in Herzberg (Niedersachsen) und 2004 bis 2011 in Vienenburg. 2005 bis 2007 war sie Fachseminarleiterin Deutsch im Studienseminar Goslar und 2007 bis 2011 dort Leiterin eines pädagogischen Seminars. Nebenbei war sie Moderatorin in den ersten Jahren des Regionalfernsehsenders RFH (damals TV Harz).
Edwina Koch-Kupfer ist konfessionslos, verheiratet und hat ein Kind.

## Politik
2009 wurde sie als parteilose Kandidatin auf der Liste der Partei Die Linke in den Stadtrat von Halberstadt gewählt. Bei der Landtagswahl in Sachsen-Anhalt 2011 wurde sie als parteilose Kandidatin auf Platz 23 der Landesliste der Partei Die Linke in den Landtag Sachsen-Anhalt gewählt. Sie wurde Mitglied des Bildungsausschusses. Im April 2012 trat Edwina Koch-Kupfer aus ihrer bisherigen Fraktion aus und der CDU-Landtagsfraktion bei. Auch im Stadtrat Halberstadt trat sie aus der Fraktion Die Linke aus. Aufforderungen von Seiten der Partei Die Linke, Landtags- und Stadtratsmandat zurückzugeben, kam Koch-Kupfer nicht nach. Nach der Kommunalwahl 2014 schied sie aus dem Stadtrat aus; dem Landtag gehörte sie zunächst jedoch weiter an. Seit Anfang 2014 ist sie CDU-Mitglied. Im März 2015 trat sie als Kandidatin der CDU für das Oberbürgermeisteramt der Landeshauptstadt Magdeburg an und belegte hinter dem amtierenden Oberbürgermeister Lutz Trümper mit 10,08 % Platz 2. Seit 2016 amtierte sie als Staatssekretärin im Ministerium für Bildung des Landes Sachsen-Anhalt. 
Am 9. Mai 2016 erklärte Koch-Kupfer gegenüber dem Vizepräsidenten des Landtages von Sachsen-Anhalt ihren Verzicht auf das Abgeordnetenmandat. Als Ersatzperson zog am 17. Mai 2016 Lars-Jörn Zimmer aus dem Landeswahlvorschlag CDU in den Landtag ein.
Am 18. Januar 2018 wurde sie aus ihrem Amt als Staatssekretärin entlassen und in den vorzeitigen Ruhestand versetzt.